# Acugamasus drakensbergensis
Acugamasus drakensbergensis är en spindeldjursart som först beskrevs av Ryke 1962.  Acugamasus drakensbergensis ingår i släktet Acugamasus och familjen Ologamasidae. Inga underarter finns listade i Catalogue of Life.